# Cuba (1902-1959)
De Republiek Cuba (Spaans: República de Cuba) bestond van 1902 tot 1959. Dat is de historische periode vanaf dat Cuba zich afscheidde van de Amerikaanse heerschappij tot de Cubaanse Revolutie van 1959. Eerder, in 1902, in de nasleep van de Spaans-Amerikaanse Oorlog, ging Cuba van Spaanse heerschappij over naar de Amerikaanse invloedssfeer.  
De Cubaanse onafhankelijkheid van de Verenigde Staten werd gegarandeerd in het Platt Amendement dat voorgelegd werd aan het Amerikaans Congres in 1901. Het was officieel een representatieve democratie hoewel het soms bestuurd werd door een militaire junta. 
Cuba was tijdens deze periode een vazalstaat van de Verenigde Staten. In 1934 tekenden Cuba en de Verenigde Staten een verdrag waarin stond dat Cuba verplicht was een deel van zijn economische winsten af te staan aan de Verenigde Staten, in ruil voor 22% van de Amerikaanse suikerindustrie, wat in 1949 verhoogd zou worden tot 49%.
De Cubaanse Revolutie van 1959 veranderde de Cubaanse maatschappij enorm, creëerde een socialistische staat en beëindigde de Amerikaanse economische dominantie op Cuba.